# Serock (gemeente)
De gemeente Serock is een stad- en landgemeente in het Poolse woiwodschap Mazovië, in powiat Legionowski.
De zetel van de gemeente is in Serock.
Op 30 juni 2004 telde de gemeente 11 068 inwoners.

## Oppervlakte gegevens
In 2002 bedroeg de totale oppervlakte van gemeente Serock 108,96 km², waarvan:
- agrarisch gebied: 57%
- bossen: 20%

De gemeente beslaat 27,95% van de totale oppervlakte van de powiat.

## Demografie
Stand op 30 juni 2004:
| Omschrijving                   | Totaal | Totaal | Vrouwen | Vrouwen | Mannen | Mannen |
| ------------------------------ | ------ | ------ | ------- | ------- | ------ | ------ |
| eenheid                        | aantal | %      | aantal  | %       | aantal | %      |
| inwoners                       | 11 068 | 100    | 5656    | 51,1    | 5412   | 48,9   |
| bevolkingsdichtheid (inw./km²) | 101,6  | 101,6  | 51,9    | 51,9    | 49,7   | 49,7   |

In 2002 bedroeg het gemiddelde inkomen per inwoner 1677,59 zł.

## Aangrenzende gemeenten
Nasielsk, Nieporęt, Pokrzywnica, Pomiechówek, Radzymin, Somianka, Wieliszew, Winnica, Zatory